# Дорофея Кесарийская
Дорофе́я (Дороте́я) Кесари́йская (погибла в 311 году) — христианская святая, мученица. День памяти — 6 февраля по юлианскому календарю.

## Жизнеописание
Согласно преданию, святая Дорофея была жительницей Кесарии Каппадокийской. Дорофея была благочестивой христианкой, отличалась большой кротостью, смирением, целомудрием и данной от Бога премудростью, удивлявшей многих. Во время гонения на христиан императора Диоклетиана правитель Саприкий подверг её истязаниям. Не сломив её воли, правитель отдал её двум женщинам-сёстрам, Христине и Каллисте, которые раньше были христианками, но, убоявшись мучений, отреклись от Христа и стали вести нечестивую жизнь. Он приказал им уговорить Дорофею принести жертву языческим богам. Однако женщины, убеждённые Дорофеей, что милосердием Божиим даруется спасение всем кающимся, раскаялись и снова обратились ко Христу. За это их связали спинами и сожгли в смоляной бочке. Святые сёстры Христина и Каллиста страдальчески скончались, принеся покаянную молитву Господу и искупив грех отступничества.
Дорофея вновь была подвергнута мучениям, претерпела их и приняла смертный приговор. Когда святую вели на казнь, некий учёный человек по имени Феофил с издёвкой сказал ей: «Невеста Христова, пошли мне из сада жениха твоего розовых цветов и яблок». Перед смертью святая попросила дать ей время помолиться. Когда она окончила молитву, ей предстал ангел в виде прекрасного юноши и подал на чистом полотне три яблока и три розовых цветка. Святая попросила передать всё это Феофилу, сказав, что встретит его в саду, после чего была усечена мечом.
Получив благодатные дары, недавний гонитель христиан был поражён, уверовал в Христа и исповедал себя христианином. Подвергнутый за это жестоким истязаниям, святой Феофил принял мученическую кончину через усечение мечом.
Мощи святой Дорофеи находятся в Риме, в церкви её имени, глава также в Риме, в церкви Богоматери в Трастевере.

## Изображения
Особенности иконографии: три яблока и розовых цветка.

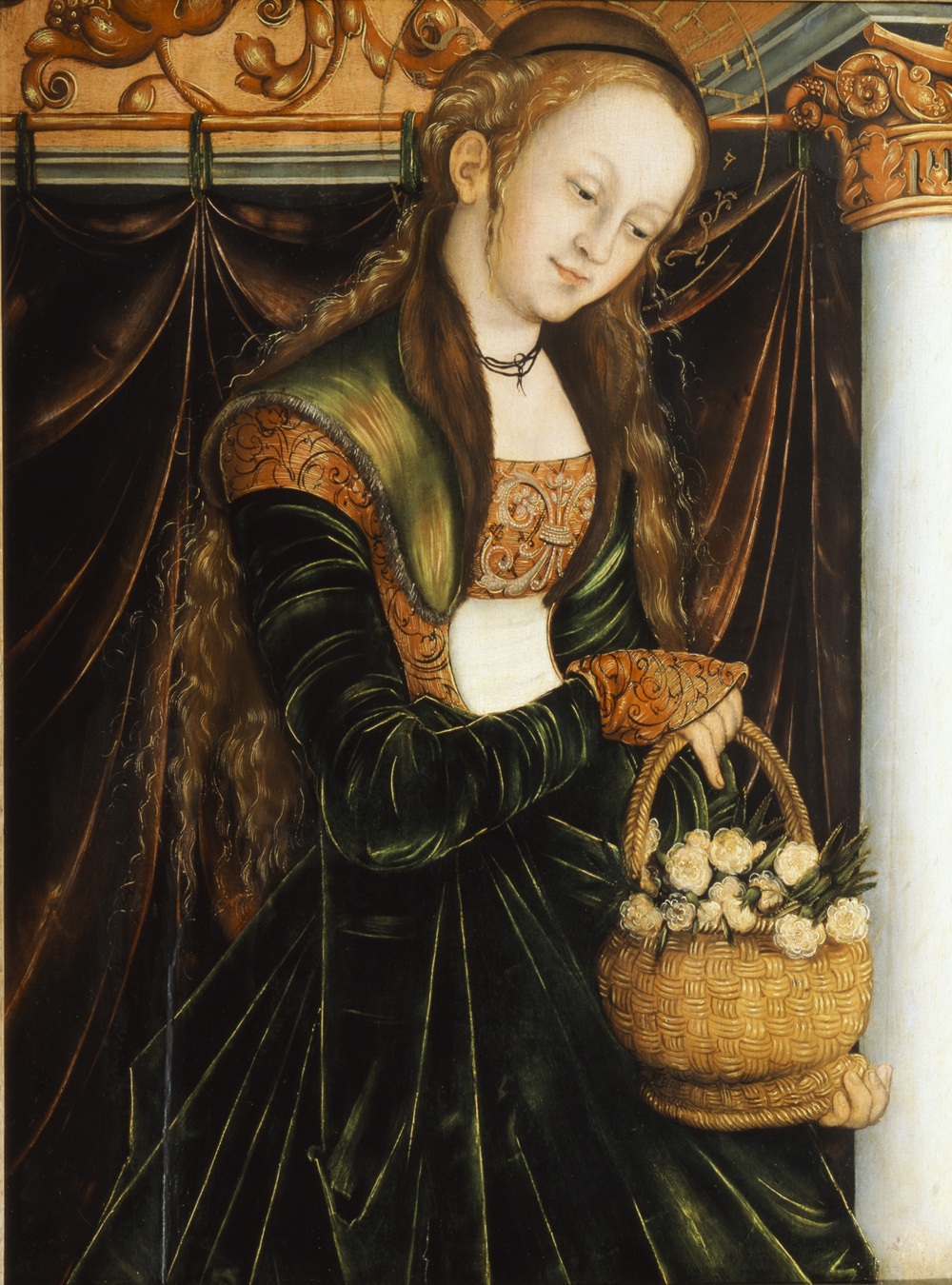
Лукас Кранах
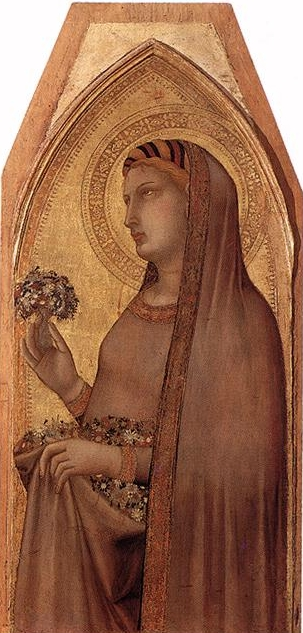
Амброджо Лоренцетти
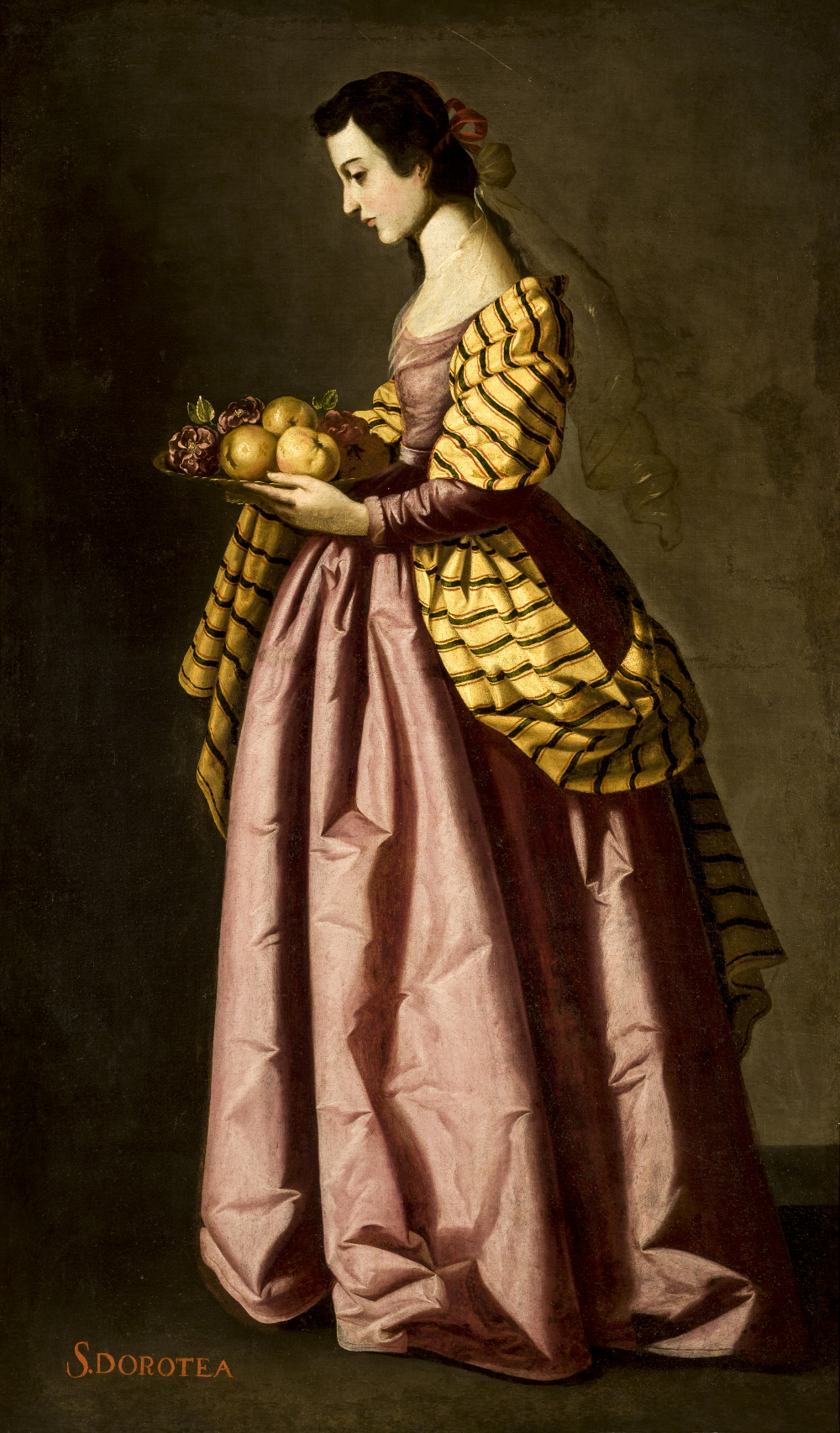
Франсиско де Сурбаран
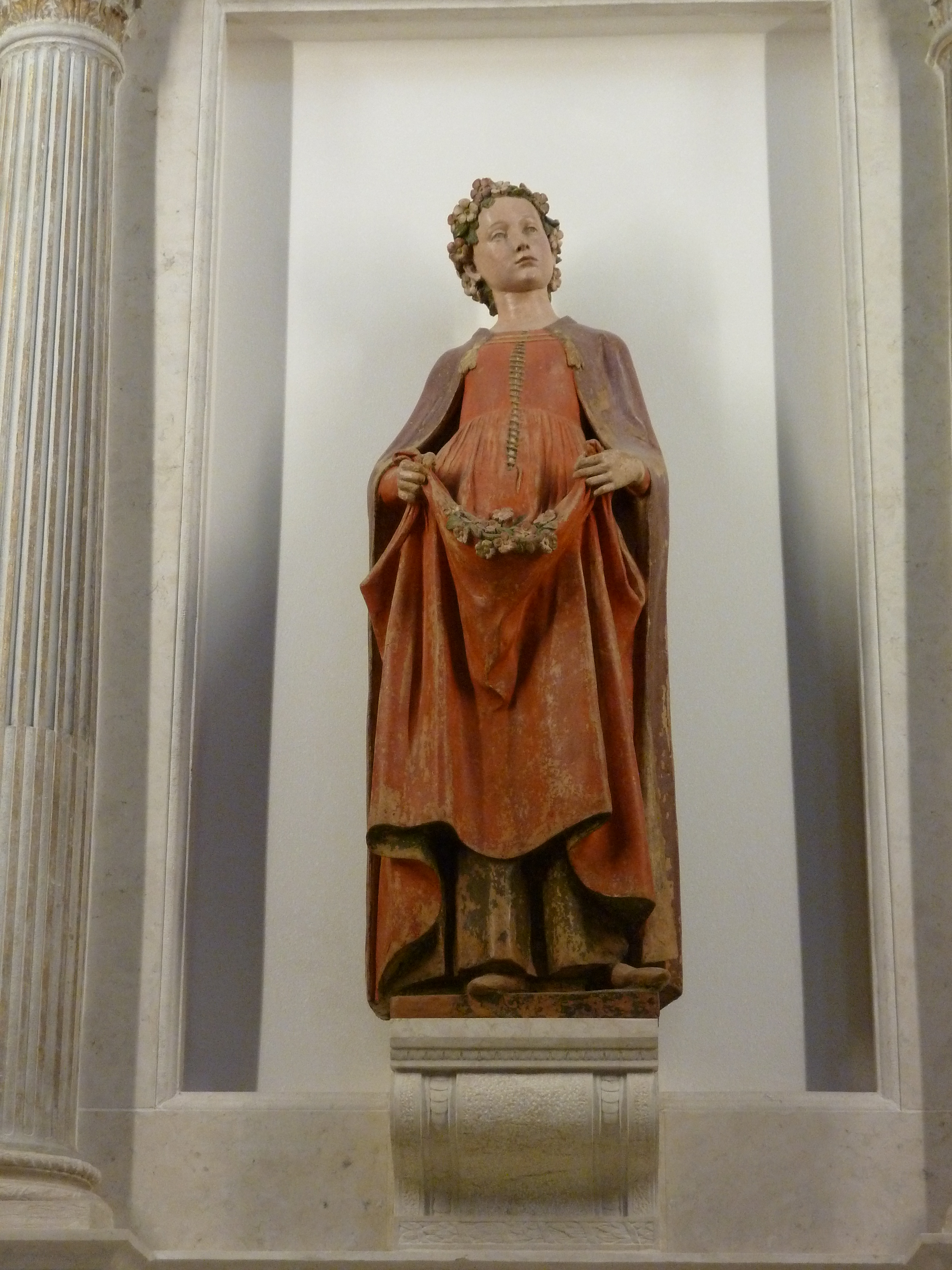
Андреа делла Роббиа
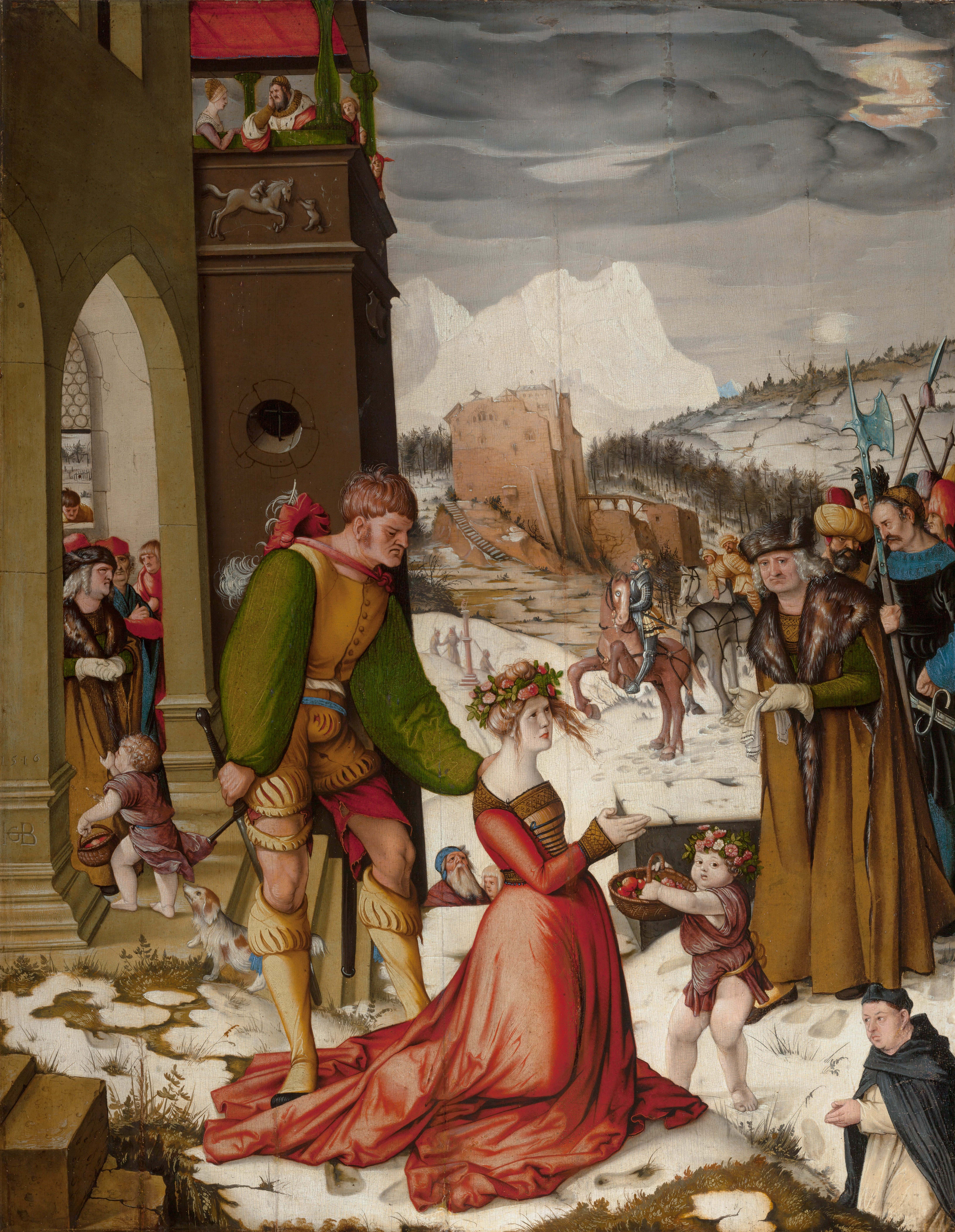
Ханс Бальдунг. Ангел перед казнью передаёт Доротее блюдо с блоками и розами
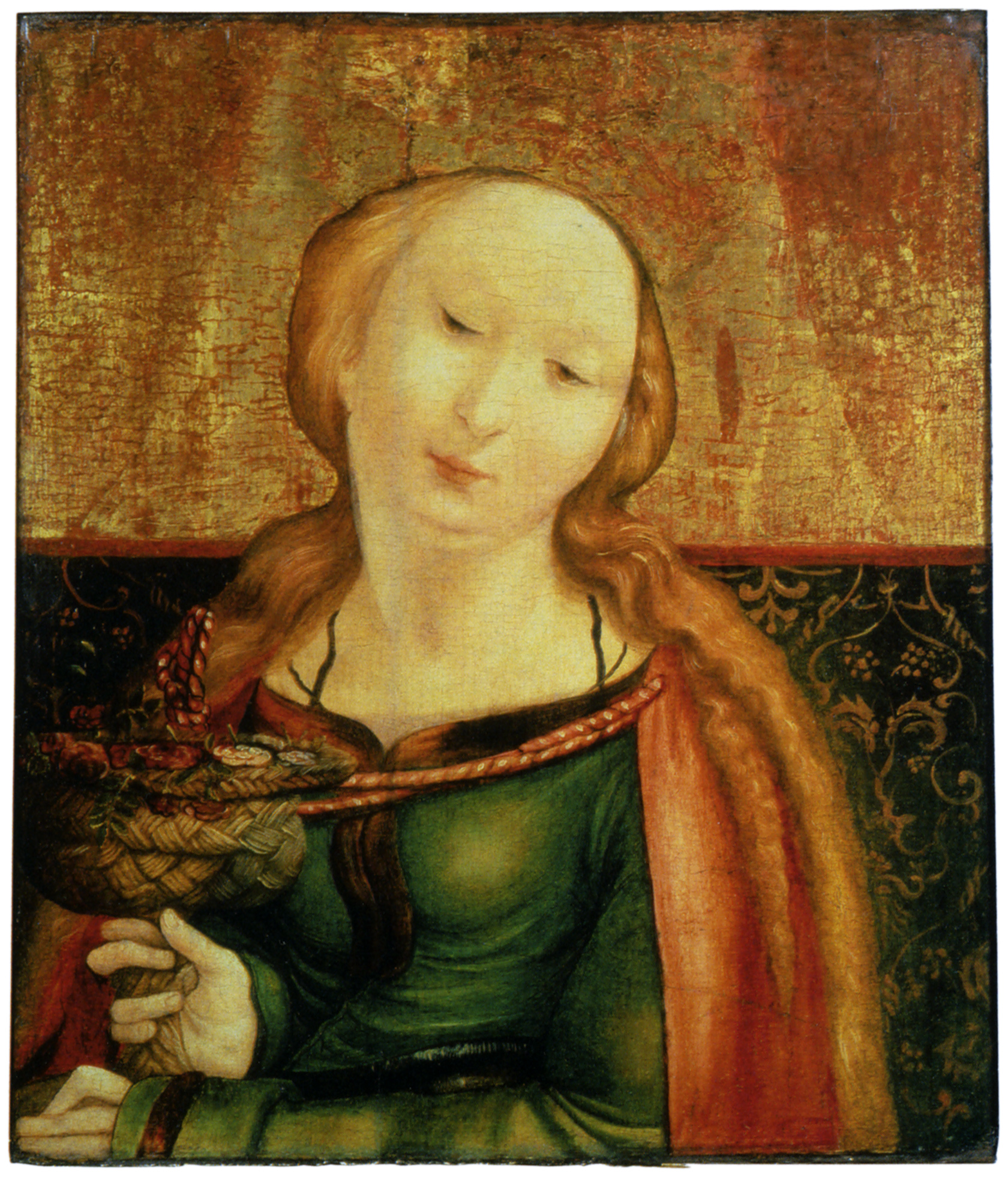
Маттиас Грюневальд
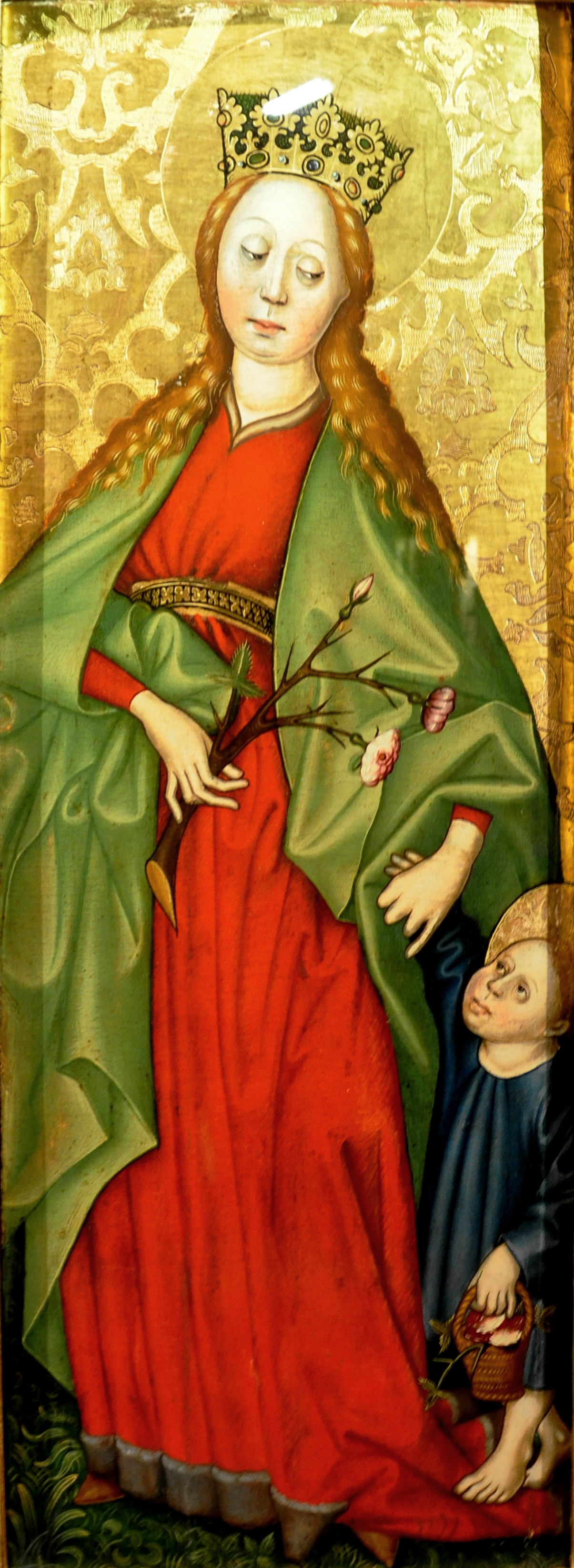
Неизвестный тирольский мастер. 1470—1480